# Qəmər Almaszadə

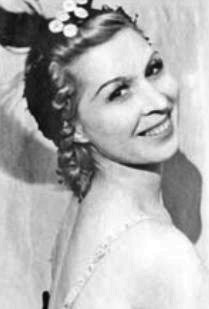
Qəmər Almaszadə

Qəmər Hacıağa qızı Almaszadə (* 10. März 1915 in Baku, Gouvernement Baku, Russisches Kaiserreich; † 7. April 2006 in Baku, Aserbaidschan) war eine aserbaidschanische Ballerina und Ballettlehrerin. Sie gilt als die erste Ballerina der muslimischen Welt.

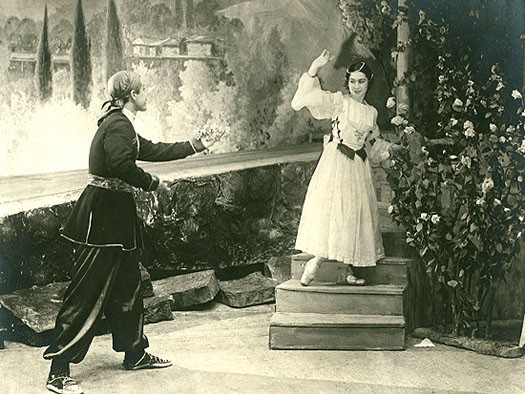
Qəmər Almaszadə und Konstantin Bataschew, Qız Qalası Ballett

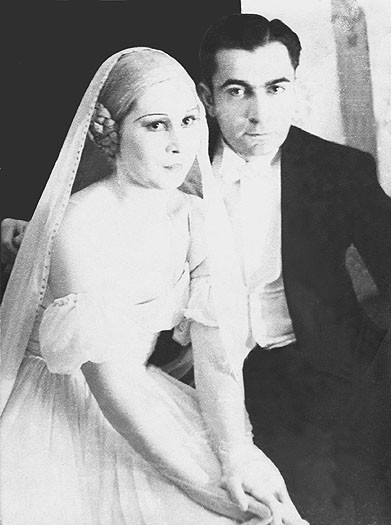
Qəmər Almaszadə und Əfrasiyab Bədəlbəyli

## Leben
Qəmər Almaszadə wurde in Baku in die Familie eines Schuhmachers und einer Hebamme, Hacıağa und Məryəm Almaszadə, geboren. Sie interessierte sich schon in jungen Jahren für das Ballett, als sie ihre Freundin Ballettübungen vorführen sah. Überredet von ihrer Freundin meldete sie sich zum Ballettunterricht an einem privaten Studio an (später umstrukturiert in die Baku Choreographie Schule, heute Baku Choreographie Akademie). Gəmərs Mutter billigte das neue Interesse ihrer Tochter, aber ihr Vater Hacıağa, ein konservativer Muslim, musste in dem Glauben gelassen werden, dass Gəmər ein Sport Studio besuchte, damit er für ihre Schule bezahlte. Das Geheimnis wurde bald gelüftet und, wie erwartet, war Gəmərs Vater nicht mit ihrer Wahl einverstanden. Später nahm er heimlich an den Auftritten seiner Tochter teil, als sie eine berühmte Ballerina wurde. Sie besuchte dieses private Studio sechs Jahre lang.
Nach ihrem Abschluss an der Choreografieschule im Jahr 1930 begann sie am Aserbaidschanischen Staatlichen Opern- und Balletttheater zu arbeiten. Um den Erwartungen ihres Vaters gerecht zu werden, schrieb sie sich gleichzeitig an einem Lehrerkolleg ein.
Im Alter von 16 Jahren heiratete sie den Direktor des Opern- und Balletttheaters Əfrasiyab Bədəlbəyli, den berühmten aserbaidschanischen Komponisten und Dirigenten.
Auf Empfehlung von Üzeyir Hacıbəyov ging Almaszadə 1932 nach Moskau, um eine professionelle Ballettausbildung an der Ballettschule des Bolschoi-Theaters zu erhalten. Sie nahm Unterricht bei berühmten Ballettmeistern wie Leontjewa, Tschekrigin und Monachow. Sie kehrte bald nach Baku zurück, nachdem sie für eine Nebenrolle in Reinhold Glières Oper Şahsənəm ausgewählt wurde.
Im folgenden Jahr beschlossen Əfrasiyab und sie, nach Leningrad zu gehen, um ihre Ausbildung fortzusetzen. Sie trat in die Leningrader Choreografieschule in Leningrad (heute St. Petersburg) ein und nahm Unterricht bei Maria Romanova-Ulanova, der Mutter und Lehrerin der weltberühmten Ballerina Galina Ulanova. Im Jahr 1936 beendete sie ihr Studium und kehrte nach Baku zurück.
In 1936 wurde sie Solistin am neu gegründeten Opern- und Balletttheater in Baku. Hacıbəyov war sich bewusst, dass sie eine sehr gute Ausbildung erhalten hatte, daher gründete er das Aserbaidschanische Volkstanzensemble der Aserbaidschanischen Staatsphilharmonie und ernannte sie zu dessen Leiterin. Sie leitete dieses Ensemble von 1937 bis 1938.
Unter der Leitung des Komponisten Uzeyir Hajibeyov organisierte sie Erkundungsreisen in verschiedene Regionen Aserbaidschans, um dort Volkstanzaufführungen zu filmen und zu dokumentieren und das Repertoire ihres Ensembles zu bereichern sowie in der Öffentlichkeit vorzuführen. Im Jahr 1939 unterrichtete sie ihre erste Choreografieklasse und hatte 1940 ihren ersten großen Auftritt in der Hauptrolle von Əfrasiyab Bədəlbəylis Qız Qalası ("Jungfrauenturm"). Später wurde sie Leiterin der Schule für Choreografie. Eine ihrer Schülerinnen war die berühmte aserbaidschanische Ballerina Leyla Vəkilova.
Während ihrer Karriere tourte sie durch Frankreich, Indien und Nepal. Im Jahr 1970 wurde sie vom irakischen Kulturministerium nach Bagdad eingeladen, um die irakische Volkstanzkultur zu fördern und gründete die Irakische Nationale Folkloregruppe. In den 1950er Jahren zog sie sich vom Ballett zurück, blieb aber bis in die späten 1990er Jahre als Lehrerin an der Choreographieschule tätig.
Qəmər Almaszadə starb 2006 im Alter von 91 Jahren in Baku. Sie wurde in der Ehrenallee in Baku beigesetzt.

## Auszeichnung
- Verdiente Künstlerin der Aserbaidschanischen SSR

- Volkskünstlerin der Aserbaidschanischen SSR

- Stalinpreis

- Volkskünstler der UdSSR

- Ehrendekret des Präsidiums des Obersten Sowjets der Aserbaidschanischen SSR

- Orden der Oktoberrevolution

- Zwei Orden des Roten Banners der Arbeit

- Orden der Völkerfreundschaft

- Leninorden

- Şöhrət-Orden

- Orden der Million Elefanten und des weißen Schirms

- Individuelle Pension des Präsidenten der Republik Aserbaidschan[1][5][6]